# Dendropanax maingayi
Dendropanax maingayi là một loài thực vật có hoa trong Họ Cuồng cuồng. Loài này được King mô tả khoa học đầu tiên năm 1898.